# Кадисский собор
Кафедральный собор Святого Креста (исп. Catedral de Santa Cruz de Cádiz) расположен в Кадисе, Испания, и является центром Католической епархии Кадиса и Сеуты.
Современный собор находится на Кафедральной площади на месте старого, построенного в XIII веке Альфонсо Мудрым, но сгоревшего в 1596 году. Строительство нового собора по проекту архитектора Висенте Асеро продолжалось в 1722—1838 гг. с перерывами, поэтому здание собора сочетает в себе элементы нескольких архитектурных стилей: барокко, рококо и неоклассицизм. Сегодня кафедральный собор Святого Креста является одной из главных достопримечательностей Кадиса и виден практически из любой точки города.
Под собором находится крипта, расположенная ниже уровня моря, в которой захоронены известные люди города, такие как Мануэль де Фалья и Хосе-Мария Пеман.